# 豊 (名古屋市)
豊（ゆたか）は、愛知県名古屋市南区の地名。現行行政地名は豊一丁目から豊四丁目。住居表示実施。

## 地理
名古屋市南区北端部に位置する。東は内田橋二丁目・明治二丁目、南は豊田一丁目・豊田二丁目・戸部下町、北東は瑞穂区に接する。

## 歴史
南西部を除く大部分が江戸期まで愛知郡熱田古伝馬新田であった地域にあたる。南西部の豊二丁目周辺は長三郎新田（新伝馬新田）であった地域にあたる。
熱田古伝馬新田は、1673年（寛文13年）に熱田伝馬役人であった稲葉源三郎、大森伊右衛門らにより開発された新田である。

### 町名の由来
住居表示により成立した町名であり、従来の豊本通・豊田町・豊中町のほか、隣接する豊田本町などに共通する豊の字を採用したものという。

### 行政区画の変遷
- 1985年（昭和60年）11月3日 - 南区上通町・中通町の全域および屋敷町・豊本通・元禄通・豊田町・江戸町の各一部により同区豊一丁目、豊田町・豊本通・蒲田町・元禄通・太郎町・江戸町・豊中町・明豊町・紀左エ門通・御替地町の各一部により豊二丁目、豊本通・蒲田町・太郎町・繰出町・明豊町・元禄通の各一部により豊三丁目がそれぞれ成立する[1]。
- 1993年（平成5年）11月22日 - 南区豊本通南6丁目・同南7丁目・蒲田町6丁目・同7丁目・同8丁目・同9丁目・同北6丁目・同北7丁目・同北8丁目・同南6丁目・同南7丁目・同南8丁目・同南9丁目・繰出町3丁目・同4丁目・同5丁目・同北3丁目・同北4丁目・同北5丁目・同南3丁目・太郎町4丁目・同5丁目・同6丁目・同北4丁目・同北5丁目・同北6丁目・同南4丁目・同南5丁目・同南6丁目・豊田町字酉改・字上通・字中通・字太郎割・字南蒲田・字北蒲田・字巾着の各全域および繰出町南4丁目・同南5丁目・豊田町字氷室道東・字繰出の各一部により同区豊四丁目が成立[4]。

## 世帯数と人口
2019年（平成31年）4月1日現在の世帯数と人口は以下の通りである。
| 丁目     | 世帯数    | 人口    |
| -------- | --------- | ------- |
| 豊一丁目 | 1,042世帯 | 2,041人 |
| 豊二丁目 | 1,480世帯 | 3,170人 |
| 豊三丁目 | 630世帯   | 1,405人 |
| 豊四丁目 | 707世帯   | 1,558人 |
| 計       | 3,859世帯 | 8,174人 |

### 人口の変遷
国勢調査による人口の推移
| 1995年（平成7年）  | 8,153人 | [ WEB 6 ]  |  |
| 2000年（平成12年） | 8,795人 | [ WEB 7 ]  |  |
| 2005年（平成17年） | 8,821人 | [ WEB 8 ]  |  |
| 2010年（平成22年） | 8,556人 | [ WEB 9 ]  |  |
| 2015年（平成27年） | 8,121人 | [ WEB 10 ] |  |

## 学区
市立小・中学校に通う場合、学校等は以下の通りとなる。また、公立高等学校に通う場合の学区は以下の通りとなる。なお、小・中学校は学校選択制度を導入しておらず、番毎で各学校に指定されている。
| 丁目     | 小学校                                    | 中学校                                    | 高等学校 |
| -------- | ----------------------------------------- | ----------------------------------------- | -------- |
| 豊一丁目 | 名古屋市立伝馬小学校                      | 名古屋市立明豊中学校                      | 尾張学区 |
| 豊二丁目 | 名古屋市立豊田小学校 名古屋市立伝馬小学校 | 名古屋市立大江中学校 名古屋市立明豊中学校 | 尾張学区 |
| 豊三丁目 | 名古屋市立伝馬小学校                      | 名古屋市立明豊中学校                      | 尾張学区 |
| 豊四丁目 | 名古屋市立伝馬小学校                      | 名古屋市立明豊中学校                      | 尾張学区 |

## 施設
- 愛知県営南豊住宅[3]
- 名古屋市立伝馬小学校[3]
- 名古屋市立明豊中学校[3]

## その他

### 日本郵便
- 郵便番号 : 457-0863[WEB 3]（集配局：名古屋南郵便局[WEB 13]）。

### WEB
1. ↑  “愛知県名古屋市南区の町丁・字一覧”.   人口統計ラボ. 2017年10月7日閲覧。
2. 1 2  “町・丁目(大字)別、年齢(10歳階級)別公簿人口(全市・区別)”.   名古屋市 (2019年4月22日). 2019年4月23日閲覧。
3. 1 2  “郵便番号”.  日本郵便. 2019年3月17日閲覧。
4. ↑  “市外局番の一覧”.   総務省. 2019年1月6日閲覧。
5. ↑  名古屋市役所市民経済局地域振興部住民課町名表示係 (2015年10月21日). “南区の町名一覧”.   名古屋市. 2017年10月7日閲覧。
6. ↑  総務省統計局 (2014年3月28日). “平成7年国勢調査の調査結果(e-Stat) - 男女別人口及び世帯数 －町丁・字等” (CSV). 2019年4月27日閲覧。
7. ↑  総務省統計局 (2014年5月30日). “平成12年国勢調査の調査結果(e-Stat) - 男女別人口及び世帯数 －町丁・字等” (CSV). 2019年4月27日閲覧。
8. ↑  総務省統計局 (2014年6月27日). “平成17年国勢調査の調査結果(e-Stat) - 男女別人口及び世帯数 －町丁・字等” (CSV). 2019年4月27日閲覧。
9. ↑  総務省統計局 (2012年1月20日). “平成22年国勢調査の調査結果(e-Stat) - 男女別人口及び世帯数 －町丁・字等” (CSV). 2019年4月27日閲覧。
10. ↑  総務省統計局 (2017年1月27日). “平成27年国勢調査の調査結果(e-Stat) - 男女別人口及び世帯数 －町丁・字等” (CSV). 2019年4月27日閲覧。
11. ↑  “市立小・中学校の通学区域一覧”.   名古屋市 (2018年11月10日). 2019年1月14日閲覧。
12. ↑  “平成29年度以降の愛知県公立高等学校（全日制課程）入学者選抜における通学区域並びに群及びグループ分け案について”.   愛知県教育委員会 (2015年2月16日). 2019年1月14日閲覧。
13. ↑  “郵便番号簿 2018年度版” (PDF).   日本郵便. 2019年4月23日閲覧。

### 文献
1. 1 2  名古屋市計画局 1992, p. 847.
2. 1 2  「角川日本地名大辞典」編纂委員会 1989, p. 1546.
3. 1 2 3 4  名古屋市計画局 1992, p. 592.
4. ↑  名古屋市市民経済局地域振興部住居表示課 2003, p. 76.